# أنيما وأنيموس

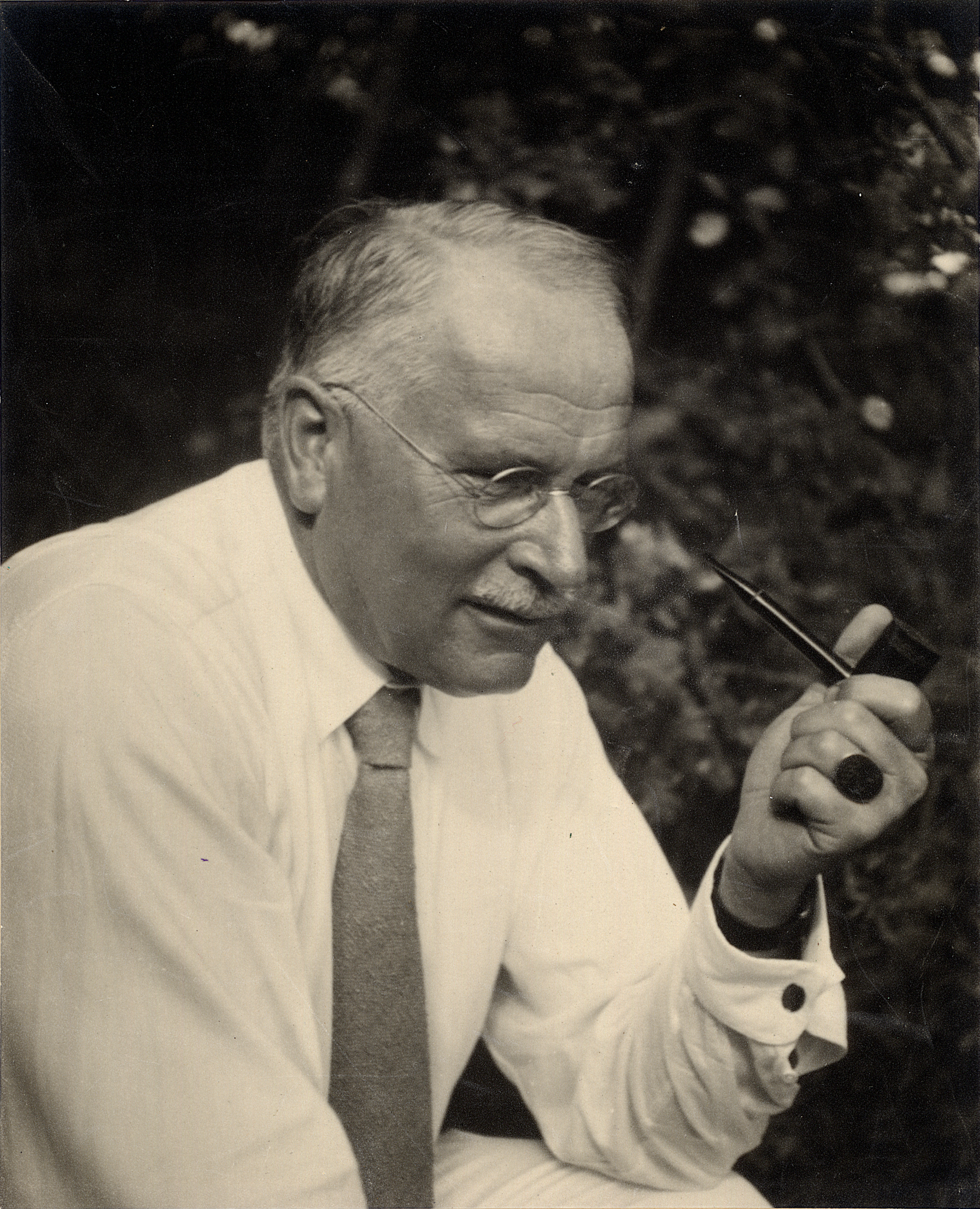
يعتبر كارل غوستاف (1875-1961) الأنيمـا والأنيموس أجزاء ذات طبيعة حيوية ضمن تكوين الذات، حيث يرى يونغ أن هذه الأجزاء تشكل جزءًا من مجموعة لا نهائية من النماذج الأولية التي تسكن اللاوعي الجمعي.

الأنيما والأنيموس (بالإنجليزية: The anima and animus)‏، يُعرِّفُ الطبيب النفسي كارل يونغ الأنيما بأنَّه تجسيد للعنصر الأنثوي في اللاوعي الذكوري، وبأنَّ الأنيموس هو تجسيد للعنصر الذكوري في اللاوعي الأنثوي.
وهما زوج من النماذج الأولية أو البدئيَّة، آركتايب، الثنائيـة وفقًا لعلم النفس اليونغي، حيث يشكلان ما يُعرف بـ"الاقتران" (syzygy)، وهو اتحاد بين قوى متعارضة. وصف كارل يونغ الأنيموس بأنه الجانب الذكوري اللاواعي في نفس المرأة، بينما الأنيمـا تمثل الجانب الأنثوي اللاواعي في نفس الرجل. وكل منهما يتجاوز حدود النفس الفردية، ليعكس أبعادًا عميقة من الوعي الجمعي والعمليات النفسية اللاشعورية.
يعتبر كارل غوستاف يونغ (1875-1961) الأنيمـا والأنيموس أجزاء ذات طبيعة حيوية ضمن تكوين الذات، حيث يرى يونغ أن هذه الأجزاء تشكل جزءًا من مجموعة لا نهائية من النماذج الأولية التي تسكن اللاوعي الجمعي.
تعكس هذه الثنائية الجنسية النفسية الحقيقة البيولوجية التي تفيد بأن تحديد جنس المولود كذكر أو أنثى يعتمد على العدد الأكبر من الجينات المميزة لكل جنس، بينما يؤدي العدد الأقل من الجينات المقابلة [المعاكسة] إلى تكوين طابع جنسي معاكس يظل عادةً كامناً في اللاوعي. وتظهر الأنيما والأنيموس غالباً في الأحلام والتخيلات. وباعتبارهما من القوى المؤثرة في السلوك، يُعدّان من أكثر الأنماط الفطرية قوةً ونفوذاً.
في علم النفس التحليلي وعلم النفس النموذجي، وكلاهما يندرج تحت مظلة علم النفس المتجاوز للذات (Transpersonal Psychology)، يجري تناول الأنيمـا والأنيموس كمفهومين مركزيين. وفقًا للنظرية السريرية الحديثة في علم النفس اليونغي، يُعتبر غياب أحد طرفي الاقتران (syzygy) بمثابة وجود "اليين" دون "اليانغ"، ما يعكس اختلالًا في التوازن. الهدف الأساسي هو تحقيق تكامل تدريجي يؤدي إلى تكوين شخصية متكاملة ومتوازنة، على غرار مفهوم علم النفس الإيجابي للشخصية المثلى، وفق ما يُعرف بمبدأ "الاعتدال المثالي" (Goldilocks Principle).

## نظرة عامة
لقد دعا يونغ صورة المرأة الماثلة في نفس كلِّ رجلٍ باسم «أنيما»، والأنيما anima هي الكلمة اللاتينية التي تعني الروح أو النفس الأنثى، وأما صورة الرجل الماثلة داخل كلِّ امرأةٍ فقد أسماها «أنيموس» animus؛ أي النَّفس الذَّكر، وإن كان لهذه الكلمة في الإنجليزية معنًى آخر غير مقصودٍ هو العداوة.
كان يونغ يعتقد أن حساسية الرجل غالبًا ما تكون أقل أو مكبوتة، ولذلك اعتبر الأنيمـا واحدة من أكثر العقد المستقلة أهمية في النفس البشرية. وفقًا لرؤيته، تظهر الأنيمـا والأنيموس في الأحلام وتؤثر على مواقف الفرد وتفاعلاته مع الجنس الآخر. ويتكون لدى الأفراد فهماً طبيعياً للجنس الآخر، ينشأ من التعرض المستمر لأعضاء الجنس المقابل. هذا التعرض يؤدي إلى تطور الأنيمـا والأنيموس داخل النفس البشرية.
قال يونغ إن "مواجهة الظل هي بمثابة العمل التدريبي في تطور الفرد... أما مواجهة الأنيمـا فهي العمل الإبداعي المتقن". وقد اعتبر يونغ أن عملية الأنيمـا تشكل إحدى مصادر القدرة الإبداعية لدى الإنسان. وفي كتابه الشركاء غير المرئيين (The Invisible Partners)، أشار جون أ. سانفورد إلى أن المفتاح للتحكم في الأنيمـا أو الأنيموس يكمن في التعرف عليهما عند ظهورهما وممارسة القدرة على التمييز بين الأنيمـا/الأنيموس وبين الواقع الموضوعي.

## التأصيل الاصطلاحي

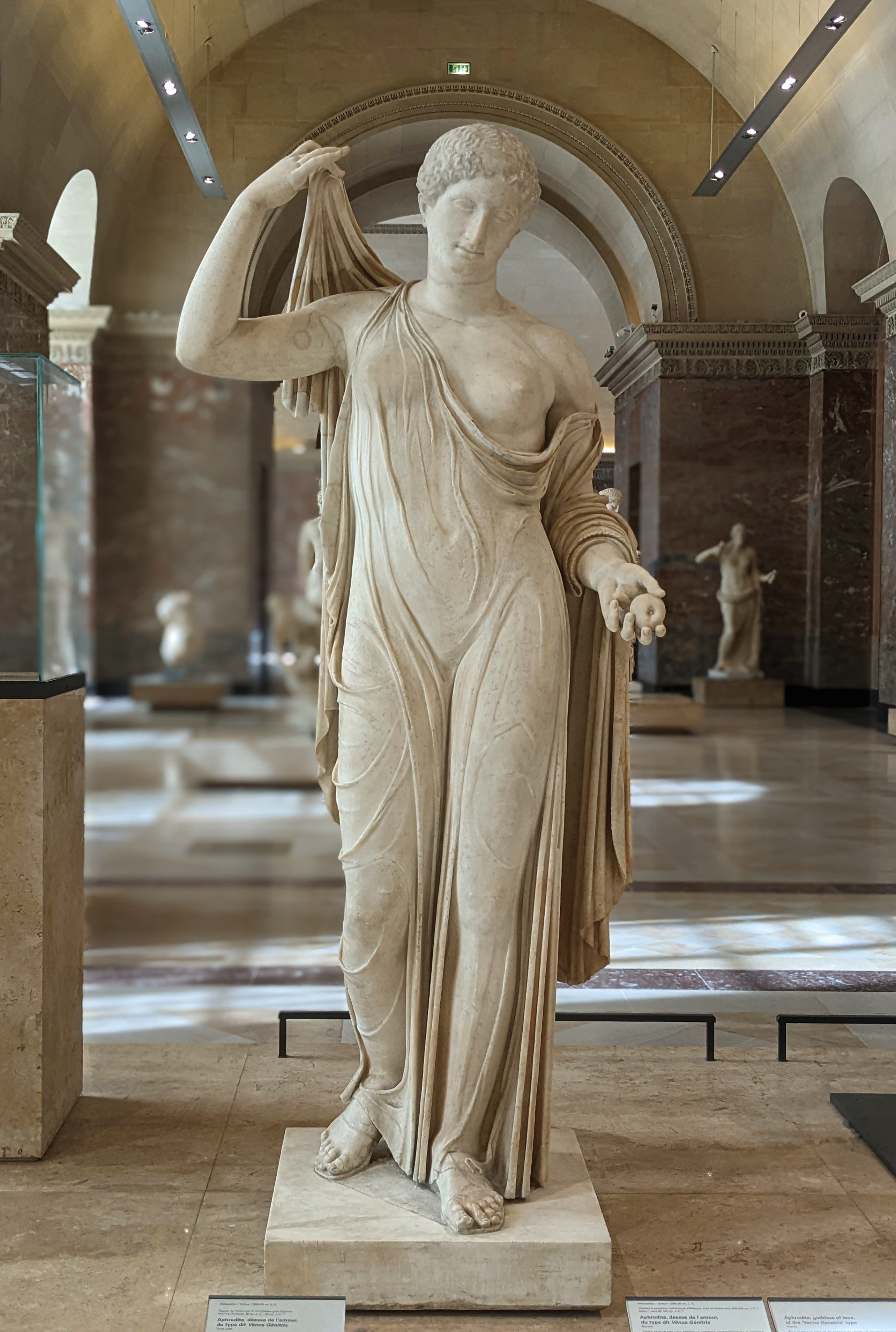
تمثال أفروديت. أفروديت تحمل تفاحة الشقاق في يدها اليسرى.

الكلمة اليونانية ذات الصلة أنيموس (anemos) تعني "الرياح"، وهي ترتبط بكل من أنيمـا وأنيموس، كما أن كلمة بنيُوما (pneuma) تعني أيضًا "الرياح"، وتشير إلى "الروح".

### الأنيمـا
عرّف يونغ الأنيمـا استنادًا إلى أصلها اللاتيني، حيث تعني "النفس الصاعدة soul". وقد ربط يونغ الأنيمـا بمجموعة من الشخصيات الأسطورية، مثل أفروديت، وسيليني، وبيرسيفوني، وهيكات، ومينيرفا، وباندورا.

بدأ يونغ استخدام مصطلح الأنيمـا في أوائل عشرينيات القرن العشرين للإشارة إلى الجانب الأنثوي الداخلي في الرجال.
"الأنيمـا هي النموذج الأولي للحياة ذاتها."

 — كارل يونغ، 1954، الفقرة 66

### الأنيموس
وقد عرّف الأنيموس استنادًا إلى أصله اللاتيني، حيث يعني "الروح spirit". وفي عام 1923، بدأ استخدامه في علم النفس اليونغي للإشارة إلى الجانب الذكوري الداخلي في النساء.

## مقارنة بين الأنيما والأنيموس
يُشير جيمس هيلمان إلى أن الأنيمـا قد تحمل معاني مثل "السطحية، الابتذال، التفاهة، الجفاف، والرخص". في المقابل، يصف الأنيموس بأنه يشير إلى الروح، اللوغوس (logos)، الكلمة، الفكرة، العقل، المبدأ، التجريد، المعنى، النسبة، والنوس (nous). كما يقترح هيلمان تعريفًا آخر للأنيمـا: "النموذج الأولي للنفس" (archetype of psyche).
لا تتطابق أدوار الأنيما والأنيموس ببساطة عند عكس الأدوار بين الجنسين. اعتقد يونغ أن الأنيمـا تميل إلى الظهور كشخصية أنثوية واحدة نسبيًا، بينما يمكن للأنيموس أن يتجسد كمجموعة من الشخصيات الذكورية المتعددة. ووفقًا ليونغ: "بهذه الطريقة يرمز اللاوعي إلى أن الأنيموس يمثل عنصرًا جماعيًا أكثر منه عنصرًا شخصيًا."

### عملية تطور الأنيموس
تتمثل عملية تطور الأنيموس في تعزيز فكرة ذاتية مستقلة وغير خاضعة للقيود الاجتماعية، من خلال تجسيد كلمة أعمق (بحسب منظور وجودي معين) والعمل على إظهار هذه الكلمة في الواقع. وللتوضيح، لا يعني ذلك أن المرأة تصبح أكثر عنادًا أو تمسكًا بآرائها، إذ إن هذه الكلمة متأصلة في العاطفة، والذاتية، والديناميكية، تمامًا كما هو الحال مع الأنيمـا المتطورة. بل يعني ذلك أنها تصبح أكثر وعيًا داخليًا بما تؤمن به وتشعر به، وأكثر قدرة على التعبير عن هذه المعتقدات والمشاعر. لذلك، "قد يجعلها الأنيموس في أكثر أشكاله تطورًا... أكثر تقبلاً للأفكار الإبداعية الجديدة حتى مقارنة بالرجل."

### المراحل النهائية لتطور الأنيمـا والأنيموس
تتميز المراحل النهائية لتطور الأنيمـا والأنيموس بخصائص ديناميكية ترتبط بالحركة والتغير المستمر لهذه العملية التطويرية. كما تتميز بخصائص منفتحة، حيث لا يوجد نموذج مثالي ثابت أو شكل نهائي لهذه الصفات. بالإضافة إلى ذلك، تمتلك هذه المراحل خصائص تعددية، تتجاوز الحاجة إلى صورة واحدة محددة، حيث يمكن لأي موضوع أو كيان أن يحتوي على نماذج أولية متعددة، بل وحتى أدوار تبدو متناقضة. تُشكّل هذه المراحل أيضًا جسورًا نحو ظهور الشخصيات النموذجية التالية، إذ "يتغير الطابع السائد للاوعي مرة أخرى، ويظهر في شكل رمزي جديد يمثل الذات (Self)".

### نظرية التكامل الشخصي
نظرية يونغ حول الأنيمـا والأنيموس تستند إلى نظرية التكامل الشخصي (Individuation). للوصول إلى هدف التكامل الشخصي، يجب على الشخص الانخراط في سلسلة من الحوارات الداخلية التي تساعده على فهم كيفية علاقته بالعالم. تتطلب هذه العملية أن يصبح كل من الرجال والنساء على وعي بأنيمـاهم أو أنيموسهم على التوالي. من خلال هذا الوعي، سيتعلم الفرد كيفية عدم الانقياد تحت سيطرة الأنيمـا أو الأنيموس. وعندما يصبح الأفراد على دراية بأنيمـاهم أو أنيموسهم، يساعدهم ذلك على التغلب على الأفكار المتعلقة بمن يجب أن يكونوا، وقبول أنفسهم كما هم في الحقيقة. وفقًا ليونغ، يمكن للأفراد اكتشاف جسر نحو اللاوعي الجمعي من خلال تطوير أنيمـاهم أو أنيموسهم. تمثل الأنيمـا والأنيموس اللاوعي، وهما ليسا مرتبطين بجنس معين، حيث يمكن للرجال والنساء امتلاك كلا النموذجين الأوليين. ومع ذلك، يتطلب الأمر المزيد من الأبحاث التجريبية لتحديد ما إذا كان كلا الجنسين يمتلكان بالفعل كلا النموذجين الأوليين.

## تحذيرات يونغية
يحذر اليونغيون من أن "كل تجسيد للاوعي — مثل الظل، الأنيمـا، الأنيموس، والذات — له جانب مضيء وجانب مظلم. ... الأنيمـا والأنيموس لهما جوانب ثنائية: يمكنهما أن يجلبا تطورًا وابداعًا مفعمًا بالحياة للشخصية، أو يمكنهما أن يسببان التصلب والموت الجسدي".
إحدى المخاطر التي أشار إليها يونغ هي ما أسماه "غزو" اللاوعي للوعي من خلال النموذج الأولي، حيث قال: "التملك الناتج عن الأنيمـا ... يؤدي إلى سوء الذوق؛ فالأنيمـا تحيط نفسها بأشخاص أقل شأنًا". وأكد يونغ على ضرورة "منع حالة التملك بواسطة الأنيمـا". وعندما يتم ذلك، تُجبر الأنيمـا على العودة إلى العالم الداخلي، حيث تعمل كوسيط بين الأنا واللاوعي، تمامًا كما تعمل الشخصية (persona) كوسيط بين الأنا والبيئة الخارجية.
على الجانب الآخر، فإن الإفراط في الوعي بالأنيمـا أو الأنيموس يمكن أن يؤدي إلى إنهاء مبكر لعملية التكامل الشخصي (individuation)، مما يشبه "نوعًا من الدائرة النفسية القصيرة، حيث يُعرّف الأنيموس، ولو بشكل مؤقت، على أنه الكمال". بدلاً من القبول بـ"موقع وسيط"، يسعى الأنيموس إلى اغتصاب دور الذات (Self)، حيث يتماهى الأنيموس مع الذات. ويعتبر هذا التماهي ظاهرة شائعة عندما لا يتم إدراك الظل، أو الجانب المظلم، بشكل كافٍ في النفس.

## طالع أيضًا
- روح العالم

- أرواحية

- الأنيسيان

- الآخر

- روحية شاملة

- شخصية فرعية

- عقل باطن

## قراءة معمقة
- علم النفس التحليلي عند كارل جوستاف يونج: دراسة ومعجم، محمد عناني، مؤسسة هنداوي.

- The Invisible Partners: How the Male and Female in Each of Us Affects Our Relationships by جون أ. سانفورد (Paperback – Jan 1, 1979).

## وصلات خارجية
- Archive for Research in Archetypal Symbolism website
- Sample image with scholarly commentary: Hall of the Bulls at Lascaux
- Jung on the anima and animus